# Графеева, Лидия Дмитриевна
Лидия Дмитриевна Графеева (родилась 14 декабря 1985 года в Новолукомле) — белорусская паралимпийская лыжница и биатлонистка, дважды бронзовый призёр зимних Паралимпийских игр 2018 года по биатлону. Выступает в классе LW12. Жена лыжника и биатлониста Дмитрия Лобана.

## Биография
Уроженка Новолукомля. Мать — Людмила Сергеевна Графеева, отец — Дмитрий Графеев, рабочий Новолукомльского завода керамзитового гравия. Есть младшая сестра Майя. В детстве посещала разнообразные спортивные секции, но больше интересовалась техникой. После школы поступила в колледж связи в Витебске, планировала продолжить учёбу в Белорусском государственном университете информатики и радиоэлектроники. Работала кассиром в торговом центре «Корона» г. Витебск.
Вечером 1 апреля 2012 года Лида была в Новолукомле, куда приехала погостить к матери. По возвращении из ночного клуба Лида попросила двух знакомых подвезти её до дома. Автомобиль, в котором находились два парня и Лида, из-за сильного гололёда врезался в дерево, и удар пришёлся на заднюю часть машины, где сидела Лида: девушку выбросило на тротуар. Лидию госпитализировали в находящуюся недалеко больницу: достаточное количество крови нужно группы спасло девушке жизнь, но Лидии пришлось ампутировать обе ноги. Вскоре выяснилось, что водитель, который не справился с управлением, был пьян в ночь ДТП.
Через неделю после аварии Лидию отвезли в Минск, где она начала проходить реабилитацию в Белорусском протезно-ортапедическом восстановительном центре. Тогда же она познакомилась с паралимпийскими спортсменами Дмитрием Лобаном, Евгением Лукьяненко и Валентиной Шиц, которые сподвигли её на выступления в паралимпийских дисциплинах. Тренер по лыжным гонкам и биатлону Юрий Буранов предложил Лидии попробовать себя в профессиональных соревнованиях, и через два месяца она приехала на турнир в Финляндию, где, выступая с сильной простудой, заняла 14-е место. Дальнейшие поездки на сборы в Эстонии и Италии финансировали земляки Лидии, в том числе и коллеги отца по работе.
Лидия успешно прошла отбор на Паралимпиаду в Сочи: на соревнованиях по биатлону на дистанции 6 км заняла 9-е место. После игр в Сочи она завоевала первую медаль в профессиональных соревнованиях, а затем на чемпионате мира в Германии собрала полный комплект наград. Игры в Пхенчхане принесли Лидии бронзовую медаль в биатлоне на дистанции 6 км и на дистанции 12,5 км. После Игр Лидия заявила, что рассматривает возможность выступления на летней Паралимпиаде в Токио в стрельбе.
Фамилия по первому замужеству — Кожемяченко. В настоящее время замужем за белорусским паралимпийским лыжником и биатлонистом Дмитрием Лобаном, который выступил на Паралимпиадах в Ванкувере, Сочи и Пхёнчхане. Именно благодаря поддержке Дмитрия Лидия занялась лыжным спортом; вместе они выступили на Паралимпиаде в Пхенчхане.